# Medaille voor het Verdedigen van de Grenzen
De Medaille voor het Verdedigen van de Grenzen (Russisch: Медаль За отличие в охране государственной границы") werd op
2 maart 1994 aangehouden tijdens de hervorming van het uit de Sovjet-Unie stammende decoratiestelsel. Deze door de Russische Federatie aangehouden Sovjet-Onderscheiding is bestemd voor officieren en soldaten van de grenswacht en wordt sinds 13 juli 1950 verleend voor moed bij het bewaken van de grenzen.
De ronde medaille is van zilver en heeft een diameter van 32 millimeter. Op de voorzijde is een moderne grenspaal met gekruiste wapens binnen een krans afgebeeld. Op de keerzijde staat "ЗА ОТЛИЧИЕ В ОХРАНЕ ГОСУДАРСТВЕННОЙ ГРАНИЦЫ" (Russisch voor "Voor verdienste tijdens het bewaken van de grens"). Daaronder is ruimte voor een serienummer.
De medaille hangt aan een vijfhoekig opgemaakt groen lint met rode bies.
Hoogste eretitels van de Russische Federatie

Held van de Russische Federatie ·
Held van de Arbeid

Orden van de Russische Federatie

Sint-Andreas de Eerstgeroepene ·
Sint-George ·
Verdienste voor het Vaderland ·
Heilige Catharina de Grote Martelares ·
Alexander Nevski ·
Soevorov ·
Oesjakov ·
Zjoekov ·
Koetoezov ·
Nachimov ·
 Dapperheid ·
Militaire Verdienste ·
Maritieme Verdienste ·
Eer ·
Vriendschap ·
Roem van het Ouderschap

Onderscheidingstekens van de Russische Federatie

Sint-Georgekruis ·
Onderscheidingsteken voor Goede Daden ·
Onderscheidingsteken voor Onberispelijke Dienst

Medailles van de Russische Federatie

Dienen van het Moederland ·
Moed ·
Soevorov ·
Oesjakov ·
Zjoekov ·
Nesterov ·
Poesjkin ·
Verdedigers van het Vrije Rusland ·
Bewaken van de Openbare Orde ·
Verdedigen van de Grenzen ·
Redden van Stervenden ·
Landbouw ·
Ontwikkeling van spoorwegen ·
Kernenergie-onderzoek ·
Ruimteonderzoek ·
Roem van het Ouderschap

Herinneringsmedailles die tot 2010 staatsonderscheiding waren

50 jaar Overwinning ·
60 jaar Overwinning ·
65 jaar Overwinning ·
300 jaar Russische Marine ·
850 jaar Moskou ·
100 jaar Trans-Siberische Spoorweg ·
Al-Russische volkstelling ·
300 jaar Sint-Petersburg ·
1000 jaar Kazan

Herinneringsmedailles

70 jaar Overwinning

Certificaten van de President van de Russische Federatie

 Erecertificaat ·
Certificaat van Dankbaarheid